# 梅扎纳拉巴托内
梅扎纳拉巴托内（義大利語：Mezzana Rabattone），是意大利帕维亚省的一个市镇。总面积7平方公里，人口517人，人口密度73.9人/平方公里（2009年）。国家统计（ISTAT）代码为018091。